# Vyacheslav Ivanovich Ivanov
Vyacheslav Ivanovich Ivanov (tiếng Nga: Вячеслав Иванович Иванов; 28tháng 2 năm 1866 - 16 tháng 7 năm 1949) là một nhà viết kịch, nhà thơ Nga, ông cũng là nhà triết học, nhà phê bình, dịch giả.

## Tiểu sử
Vyacheslav Ivanov sinh ở Moskva trong gia đình một công chức. Bố mất sớm, mẹ là người từ đầu đã biết rằng con mình sẽ trở thành một nhà thơ. Học xong trường gymnazy, Vyacheslav Ivanov vào học khoa lịch sử - ngôn ngữ Đại học Moskva, hai năm sau sang Đức học Đại học Berlin, tiếp tục học ngôn ngữ, lịch sử và triết học. Thầy giáo lịch sử của ông là Theodor Mommsen (giải Nobel Văn học năm 1902), luận văn tốt nghiệp của ông viết về lịch sử La Mã. Vyacheslav Ivanov đi du lịch nhiều nơi ở châu Âu, châu Phi. Ông sống thường xuyên ở Đức, Pháp, Ý, Thuỵ Sĩ, đi sang Ai Cập, Palestine. Vyacheslav Ivanov say mê triết học và chịu ảnh hưởng của Vladimir Sergeyevich Solovyov, Friedrich Nietzsche.
Năm 1907, vợ đầu của ông mất, năm 1910 ông cưới vợ lần thứ hai - một người bạn, người học trò của ông. Năm 1911 ông in tập thơ Cor ardens gồm những bài thơ viết về người vợ đã mất. Năm 1913 ông tham gia Hội Triết học và Tôn giáo mang tên Vladimir Sergeyevich Solovyov, làm quen với nhiều nhà tư tưởng nổi tiếng thời đó.
Những năm 1918-1920, ông là một trong những người tổ chức và lãnh đạo ban văn học, sân khấu của Bộ Văn hóa, tham gia giảng dạy ở nhiều trường đại học, tuy vậy ông vẫn nuôi ý đồ ra sống ở nước ngoài. Năm 1921 ông đi về vùng bắc Kapkage, dạy ngôn ngữ cổ điển ở Đại học Baku. Năm 1924, nhờ sự giúp đỡ của Bộ trưởng Anatoliy Vasilievich Lunacharsky, ông được ra nước ngoài công tác nhưng sau đó không quay trở lại Liên Xô. Ông nói với những người thân của mình rằng: "Tôi đến Roma để sống và chết ở đó". Thời gian ở nước ngoài, ông không tham gia các hoạt động chính trị của các đảng phái lưu vong, chỉ tập trung cho việc sáng tác, dạy học và nghiên cứu khoa học. Ông thường xuyên đăng bài ở các tạp chí tôn giáo của Đức và Pháp. Vyacheslav Ivanov mất ở Roma năm 1949.

## Tác phẩm
- «Кормчие звёзды», СПб, 1903
- «Прозрачность», М., 1904
- «Эрос», СПб, 1907
- «Cor ardens», в 2-х тт., М., 1911-1912
- «Нежная тайна», СПб, 1912
- «Младенчество», поэма, Петроград, 1918
- «Прометей», трагедия, Петроград, 1919
- «Любовь - Мираж», музыкальная трагикомедия, 1923
- «Римские сонеты», Рим, 1925
- «Достоевский. Трагедия - миф - мистика». Монография (на немецком языке). 1932
- «Человек», Рим, 1939
- «Свет вечерний», Оксфорд, 1962, опубликован посмертно

Phê bình
- «По звездам», СПб, 1909
- «Борозды и межи», М., 1916
- «Родное и вселенское», М., 1917

Tác phẩm dịch
- «Алкей и Сафо», М., 1914

Các tuyển tập
- Собрание сочинений в 6 тт. Т. 1-4, Брюссель, 1971-1987
- Стихотворения и поэмы, Л., 1976
- Стихотворения. Поэмы. Трагедия. СПб, Академический проект, 1995